# 44-й гвардейский ночной бомбардировочный авиационный полк
44-й гвардейский ночной бомбардировочный авиационный Донской Краснознамённый полк — авиационная воинская часть бомбардировочной авиации ВВС РККА в Великой Отечественной войне.

## Боевой путь
Сформирован в октябре 1941 года как 702-й ночной бомбардировочный авиационный полк на аэродроме Чебоксары на базе 4-й военной авиационной школы первоначального обучения лётчиков. Командиром полка назначен старший лейтенант С. А. Киселёв, комиссаром полка — батальонный комиссар С. И. Бурцев, начальником штаба полка — майор А. Л. Ганзенко.
С 27 ноября 1941 года полк действовал на Калининском фронте. При выполнении боевых заданий наиболее отличились штурман полка капитан И. Д. Артеменко, лётчики мл. лейтенант Г. П. Людвиг и сержант В. Б. Максимов, штурман мл. лейтенант В. К. Семенычев.
В январе-феврале 1942 года полк участвовал в контрнаступлении советских войск под Москвой, в Ржевско-Вяземской операции, в Торопецко-Холмской операции. Экипажи полка выполняли ночные боевые вылеты в район городов Клин, Ржев, посёлков Высоковское и Ясенок. 13 января 1942 года из боевого вылета не вернулся командир эскадрильи лейтенант И. Г. Пятин. 10 февраля 1942 года из боевого вылета не вернулся экипаж лётчика сержанта Л. А. Брута и стрелка-бомбардира сержанта И. Н. Якимова. 11 февраля 1942 года из боевого вылета не вернулся экипаж командира звена лейтенанта В. И. Липковича и штурмана эскадрильи лейтенанта А. И. Мылякова. 12 февраля 1942 года при выполнении боевого задания в районе населенного пункта Быково огнем зенитной артиллерии противника был подбит Р-5 лётчика зам. политрука М. И. Гуторова, погиб штурман сержант А. Е. Петренко.
В июне-июле 1942 года полк находился в резерве Ставки Верховного Главного Командования.
С 4 июля 1942 года полк действовал на Западном фронте в составе 213-й ночной бомбардировочной авиационной дивизии 1-й воздушной армии. В июле-августе 1942 года экипажи полка производили бомбометание по складам в городе Зубцов, по железнодорожным путям в районе Ржева, по войскам противника, пулемётно-минометным точкам и артиллерийским позициям в населенных пунктах Белый Верх, Брычево, Ветрово, Волосово, Дурнево, Есиповская, Каптеево, Колосово, Перестряж, Самуйлово, Семёновское, по эшелонам на железнодорожной станции Сычевка, по автоколоннам на дорогах Колосово — Белый Верос, Колосово — Дрепово, Клушино — Гжатск, Самуйлово — Гжатск, Гжатск — Люзино. 13 июля 1942 года из боевого вылета в районе станции Зикеево Смоленской области не вернулся экипаж лётчика ст. сержанта А. А. Ушкова и стрелка-бомбардира ст. сержанта Г. М. Скрылева. 14 июля 1942 года из боевого вылета в район станции Ясенок не вернулся экипаж лётчика ст. сержанта И. З. Шевченко и стрелка-бомбардира ст. сержанта Б. В. Спивака. В ночь на 2 августа при выполнении боевого задания в районе железнодорожной станции Новодугино был сбит У-2 зам. политрука М. И. Гуторова, также из боевого задания в район разъезда Александрино на перегоне Сычевка — Вязьма не вернулся экипаж лётчика ст. сержанта З. Д. Кадзаева и стрелка-бомбардира старшины Я. А. Герцберга.
В сентябре 1942 года при бомбардировке живой силы и техники противника в населенном пункте Тупичино и железнодорожных станций Касня и Александрино отличился адъютант 1-й эскадрильи лейтенант В. Е. Бизунов.
В октябре-ноябре полк в составе 271-й ночной бомбардировочной авиационной дивизии оказывал воздушную поддержку наземным войскам 21-й армии Донского фронта и наносил бомбовые удары по войскам противника в районе населенных пунктов Базыковский, Вертячий, Громки, Клетская и Распопинская. При выполнении боевых заданий наиболее отличились заместитель командира эскадрильи мл. лейтенант А. Д. Баранов, командир звена лейтенант Г. В. Дубов, лётчики ст. сержант И. Х. Булатов, старшина Е. Н. Синайский и ст. сержант С. М. Казаринов, стрелок-бомбардир звена мл. лейтенант С. М. Лобынцев, стрелок-бомбардир звена старшина М. Т. Чернышев.
К началу декабря 1942 года полк совершил 2750 ночных боевых вылетов.
После начала наступления войск Красной армии и окружения 6-й армии вермахта лётчики полка продолжили бомбардировку живой силы и техники противника в районе населенных пунктов Городище, Ежевка, Новая Надежда, Орловка, Студеная Яблоновка и Подсобное хозяйство и на дорогах Большая Россошка — Питомник. При уничтожении транспортной авиации противника на аэродромах Басаргино, Гумрак, Питомник, Центральный и Большая Россошка отличились зам. командира полка ст. лейтенант Т. Н. Цыпленков, начальник связи полка ст. лейтенант В. В. Желиховский, штурман 1-й эскадрильи лейтенант В. К. Семенычев, заместитель командира 3-й эскадрильи ст. лейтенант П. И. Дёмин, командир звена мл. лейтенант В. Б. Максимов, штурман звена лейтенант К. В. Разин, штурман звена старшина И. П. Перепеченко, штурман звена старшина М. К. Оболяев, лётчики лейтенанты А. И. Пруцков и Ф. П. Торхов, мл. лейтенант И. С. Иванов, мл. лейтенант Л. В. Рыков, ст. сержант В. Т. Попович, стрелки-бомбардиры лейтенант М. С. Скоблов, ст. сержант Н. В. Галюков, ст. сержант А. С. Старостов и ст. сержант В. П. Фёдоров.
8 февраля 1943 года за боевые отличия, стойкость и массовый героизм личного состава, проявленные в Сталинградской битве полк приказом НКО № 64 преобразован в 44-й гвардейский ночной бомбардировочный авиационный полк.
В апреле-мае 1943 года при уничтожении складов с боеприпасами, топливом и имуществом в населенных пунктах Архангельское, Денисовка, Кривые Верхи, Красная Горка, Касьяново, Сеньково, Ясная Поляна и Лапандино, эшелонов на железнодорожных станциях Глазуновка, Куракино, Змеевка и Еропкино отличились экипажи лётчика гвардии мл. лейтенанта С. М. Казарина и штурмана гвардии мл. лейтенанта Т. А. Шеметова, лётчика гвардии лейтенанта Е. Т. Кошина и штурмана гвардии лейтенанта Н. П. Бембен.
Приказом НКО № 207 от 4 мая 1943 года 44-му Гвардейскому ночному бомбардировочному авиационному полку присвоено почётное наименование «Донской».
Летом-осенью 1943 года полк участвовал в Орловской наступательной операции и в освобождении Левобережной Украины в составе войск Центрального фронта. Летчики полка вылетали на разведку и бомбардировку войск противника в районе населенных пунктов Бахмач, Бычки, Гостомель, Ельково, Сабуровка, Комаричи, Кокаревка Морозиха, Нарышкино, Тагино, Степановка, Поныри-1, Сеньково, Озерки, Дурнево, Козлевка, Красиково, Кромы, Подолянь, Новый Хутор, Щепелево, Ломовец и Закромский хутор, железнодорожных станций Алтухово, Суземка, Брасово и Глазуновка. При выполнении боевых заданий отличились командир эскадрильи гвардии капитан Г. П. Голомедов, штурман эскадрильи ст. лейтенант Е. П. Лебедев, командир звена гвардии лейтенант А. Д. Баранов, командир звена гвардии лейтенант Н. К. Сурков, командир звена гвардии ст. лейтенант Н. Д. Сухов, лётчик гвардии мл. лейтенант В. Т. Попович, штурман звена гвардии лейтенант Н. П. Бембен, штурман звена гвардии мл. лейтенант М. К. Обаляев, штурман звена гвардии мл. лейтенант И. П. Перепеченко, штурман гвардии мл. лейтенант Ю. М. Кулюпин, штурман гвардии мл. лейтенант Л. О. Лисянский, штурман гвардии мл. лейтенант М. И. Розов, штурман гвардии мл. лейтенант Г. Н. Руденко, штурман гвардии мл. лейтенант Н. А. Руфеев, штурман гвардии мл. лейтенант Ив. П. Самойлов.
В конце сентября 1943 года полк поддерживал сухопутные войска Белорусского фронта при форсировании Днепра и захвате плацдарма на его западном берегу. Полк наносил бомбовые удары по войскам противника в районе населенных пунктов Асареничи, Бахмач, Термоховка, Городок, Нарочитое, Рудня, Чернобыль, Ветхий, Юревичи, на дорогах севернее Чернигова. Особенно отличились лётчики полка при освобождении города Речица в ноябре 1943 года. При выполнении боевых заданий отличились лётчики гвардии мл. лейтенант И. К. Высоцкий, гвардии мл. лейтенант В. П. Фадеев, штурман гвардии мл. лейтенант А. И. Гаврилов, штурман гвардии мл. лейтенант Т. А. Комаров.
В январе-феврале 1944 года летчики полка вылетали на бомбардировку опорных пунктов вражеской обороны Городок, Крюковичи, Озаричи, Судовица и Беседка и важных транспортных узлов — городов Калинковичи и Мозырь и привлекались для содействия войскам 3-й и 48-й армий при освобождении города Рогачёв.
В апреле 1944 года экипажи полка выполняли задания по снабжению партизанских отрядов в глубоком тылу противника. При выполнении заданий отличились командир звена гвардии ст. лейтенант П. М. Денисов, командир звена гвардии лейтенант Ев. Н. Синайский, лётчик гвардии мл. лейтенант В. П. Фадеев, штурман звена гвардии мл. лейтенант Т. А. Шеметов, штурман гвардии лейтенант Л. О. Лисянский. В ночь на 16 апреля при выполнении боевого задания над территорией противника сбит У-2 лётчика гвардии мл. лейтенанта И. П. Самойлова. Лётчик пробрался в партизанский отряд, где участвовал в боевых действиях, а затем вернулся в полк.
В июле при доставке горючего и боеприпасов для 4-го гвардейского кавалерийского корпуса отличились лётчик гвардии лейтенант В. П. Володичев, штурман звена гвардии лейтенант М. З. Шматько.
Летом 1944 года полк содействовал наземным войскам Белорусского фронта в разгроме барановичской группировки противника и в освобождении Белоруссии, одиночными самолётами уничтожал вражескую артиллерию на позициях, бомбил населенные пункты Марыновка автотранспорт на дорогах Могилев — Минск, Красный Берег — Хмельня, живую силу и технику в районе Радзымин и разрушал переправы через реку Мышанка западнее Барановичей.
Осенью 1944 года в составе 9-й гвардейской бомбардировочной авиационной дивизии полк участвовал в освобождении Польши и оказывал воздушную поддержку войскам 47-й армии при освобождении предместья Варшавы — Праги. Экипажи полка вылетали на разведку, фотографирование и бомбардировку войск противника в районе населенных пунктов Велишево, Винница, Гродзиск, Покшивница, Козеглов, Млоцины, Насельск, Радзымин, Раковец, Хрцино, Яскулово, железнодорожных станций Вавер и Таргувек, на уничтожение авиатехники противника на аэродроме Цеханув, выполняли задания по снабжению восставшей Варшавы. При выполнении боевых заданий отличились командир звена гвардии ст. лейтенант С. М. Казарин, командир звена гвардии ст. лейтенант Л. В. Рыков, командир звена гвардии лейтенант А. А. Ивашов, лётчики гвардии лейтенант А. Н. Вашев, гвардии лейтенант В. П. Володичев, гвардии лейтенант А. Н. Зуйков, гвардии лейтенант М. Н. Иванов, гвардии мл. лейтенант П. В. Овчаров, гвардии мл. лейтенант И. П. Самойлов, гвардии мл. лейтенант А. М. Мусатов, штурман звена гвардии лейтенант П. А. Ефимов, штурман звена гвардии лейтенант Ю. М. Кулюпин, штурман звена гвардии лейтенант М. В. Харенко, штурман звена гвардии лейтенант Т. А. Шеметов, штурман звена гвардии лейтенант М. З. Шматько, штурман гвардии мл. лейтенант И. С. Нерода, штурман гвардии мл. лейтенант В. С. Платонов, штурман гвардии мл. лейтенант В. В. Рябчук.
В январе-феврале 1945 года полк участвовал в Варшавско-Познанской наступательной операции. Экипажи полка наносили бомбовые удары по войскам противника в районе Покшивница, Томашув, Познани и Варшавы. При выполнении боевого задания в районе Варшавы погиб экипаж командира эскадрильи гвардии майора Г. П. Голомедова и штурмана звена гвардии ст. лейтенанта Н. П. Бембен.
На заключительном этапе войны полк участвовал в проведении Висло-Одерской и Берлинской наступательных операций и наносил бомбовые удары по войскам неприятеля в населенных пунктах Альтдамм, Гольцев, Грюнталь, Грюнсберг, Нойсенхаузе, Рафентайн, Кубрюкен, Штаргард, Шнайдемюль, Шпандау, Фортштадт, Фюрсттенвальде, Цехин, по аэродрому Темпельхоф, на шоссе Ландсберг — Шенфильд и содействовал наземным войскам фронта при взятии Берлина. При выполнении боевых заданий отличились командир звена гвардии лейтенант Н. Л. Ажиппо, командир звена гвардии ст. лейтенант Г. Г. Нищенко, командир звена гвардии лейтенант Ив. П. Самойлов, командир звена мл. лейтенант П. И. Литвиненко, штурман звена гвардии ст. лейтенант Т. А. Шеметов, лётчики гвардии лейтенант Д. И. Горшков, гвардии лейтенант А. В. Кириллов, гвардии лейтенант А. Е. Моисеенко, лейтенант В. А. Поляков, лейтенант А. И. Щербаков, гвардии мл. лейтенант М. Л. Гинкул, гвардии мл. лейтенант И. А. Демиденко, гвардии мл. лейтенант С. А. Машинский, гвардии мл. лейтенант А. М. Мусатов, гвардии мл. лейтенант В. П. Фалеев, мл. лейтенант М. И. Деменин, штурман мл. лейтенант В. Р. Криеван, штурман гвардии мл. лейтенант И. С. Нерода, штурман гвардии мл. лейтенант В. С. Платонов, штурман гвардии мл. лейтенант Г. П. Прокшев, штурман гвардии мл. лейтенант В. В. Рябчук, штурман гвардии мл. лейтенант В. И. Усович.

## Благодарности Верховного Главнокомандующего
В составе 271-й ночной бомбардировочной дивизии воины полка удостоились благодарности Верховного Главнокомандующего:
- За отличие в боях при овладении городом Речица — крупным узлом коммуникаций и важным опорным пунктом обороны немцев на правом берегу среднего течения Днепра[3];
- За прорыв обороны немцев на бобруйском направлении, юго-западнее города Жлобин и севернее города Рогачёв[4].

В составе 9-й гвардейской ночной бомбардировочной дивизии воины полка удостоились благодарности Верховного Главнокомандующего:
- За отличие в боях при овладении крепостью Прага — предместьем Варшавы и важным опорным пунктом обороны немцев на восточном берегу Вислы;
- За отличие в боях при овладении городом Варшава — важнейшим стратегическим узлом обороны немцев на реке Висла;
- За отличие в боях при овладении городами Штаргард, Наугард, Польцин[5];
- За отличие в боях при овладении городом Альтдамм и ликвидации сильно укрепленного плацдарма немцев на правом берегу реки Одер восточнее Штеттина[6].
- За отличие в боях при овладении городами Франкфурт-на-Одере, Вандлитц, Ораниенбург, Биркенвердер, Геннигсдорф, Панков, Фридрихсфелъде, Карлсхорст, Кепеник и вступление в столицу Германии город Берлин[7].

## Командир полка
- старший лейтенант, капитан (с 18.8.1942), гвардии майор Кисилев Сигизмунд Александрович (ноябрь 1941 — ноябрь 1943, погиб 6.8.1944 в составе 1-го польского авиаполка)
- гвардии инженер-майор, гвардии подполковник Васильев Пётр Александрович (16.11.1943 — 9.8.1945, погиб)

## Управление полка
- Заместитель командира полка по лётной части:
  -  гвардии капитан, гвардии майор Цыпленков Тимофей Николаевич (с ноября 1942 г.)
- Комиссар полка, заместитель командира полка по политической части:
  -  батальонный комиссар, майор Бурцев Сергей Иванович
- Штурман полка:
  -  капитан, гвардии майор Артеменко Иван Данилович (с ноября 1941 г.)
  -  гвардии капитан Семенычев Василий Константинович
- Помощник командира полка по ВСС:
  -  гвардии капитан Иванов Василий Михайлович (с мая 1943 г.)
- Начальник связи полка:
  -  старший лейтенант Желиховский Владимир Владимирович (апрель 1942 г. — февраль 1943 г.)

## Штаб полка
- Начальник штаба полка:
  -  майор Ганзенко Александр Лазаревич (с ноября 1941 г.)
- Заместитель начальника штаба полка по оперативно-разведывательной части:
  -  гвардии капитан Овсищер Лев Петрович (с сентября 1944 г.)

## Инженерная служба полка
- Заместитель командира полка по эксплуатации — старший инженер полка:
  -  военинженер 3-го ранга, гвардии инженер-капитан Шабаев Григорий Евгеньевич (с апреля 1942 г.)

## Медицинская служба полка
- старший врач: гвардии капитан медицинской службы Севастьянов Дмитрий Константинович (с января 1942 г.)

## Наиболее отличившиеся лётчики и штурманы полка
| Награды | Фамилия, имя, отчество        | Должность                 | Воинское звание   | Совершённый подвиг |
| ------- | ----------------------------- | ------------------------- | ----------------- | --- |
|         | Величко Михаил Петрович       | Штурман эскадрильи        | старший лейтенант | 447 боевых вылетов на По-2 в составе 44 ГНБАП и 15 боевых вылетов на Су-2 в составе 135 ББАП. В воздушном бою сбил истребитель Ме-109.                                                      |
|         | Голомедов Григорий Петрович   | Командир эскадрильи       | майор             | 208 боевых вылетов. Погиб в 1945 году в Польше. |
|         | Гуторов Михаил Иванович       | Командир эскадрильи       | капитан           | 616 боевых вылетов на По-2 составе 44 ГНБАП и 22 боевых вылетов на Як-9 в составе 98 ОКРАП. В ночь на 12.6.1943 ранен в ногу при выполнении разведовательного вылета в районе н. п. Крупец. |
|         | Денисов Пётр Михайлович       | Командир звена            | старший лейтенант | 530 боевых вылетов на По-2 составе 676 ЛБАП, 367 ОААС и 44 ГНБАП. Тяжело ранен при выполнении боевого задания в ночь на 6.7.1942.                                                           |
|         | Дремлюга Фёдор Тихонович      | Штурман звена             | старший лейтенант | Около 700 боевых вылетов на По-2. Участник Парада Победы. Погиб 4.9.1947 |
|         | Ефимов Пётр Афанасьевич       | Штурман эскадрильи        | старший лейтенант | 607 боевых вылетов. Участник Парада Победы |
|         | Иванов Михаил Николаевич      | Старший лётчик            | лейтенант         | 628 боевых вылетов |
|         | Казарин Сергей Михайлович     | Командир звена            | старший лейтенант | Более 830 боевых вылетов |
|         | Кулюпин Юрий Михайлович       | Штурман звена             | лейтенант         | Более 459 боевых вылетов |
|         | Лебедев Андрей Степанович     | Командир эскадрильи       | капитан           | 540 боевых вылетов в составе 714, 901 НБАП и 44 ГНБАП. Легко ранен 5 июля 1942 г. |
|         | Людвиг Георгий Платонович     | Командир эскадрильи       | майор             | Более 466 боевых вылетов |
|         | Поплавский Георгий Иванович   | Старший лётчик            | старший лейтенант | |
|         | Попович, Владимир Трофимович  | Командир эскадрильи       | старший лейтенант | 887 боевых вылетов |
|         | Разин Константин Васильевич   | Штурман экипажа           | старший лейтенант | 569 боевых вылетов в составе 714 НБАП и 44 ГНБАП. |
|         | Руденко Григорий Николаевич   | Штурман звена             | лейтенант         | 526 боевых вылетов |
|         | Старостов Анатолий Степанович | Штурман эскадрильи        | старший лейтенант | Более 641 боевого вылета в составе 714 НБАП и 44 ГНБАП. Лёгкое ранение правого плеча при выполнении боевого задания. Участник Парада Победы                                                 |
|         | Сухов Николай Дмитриевич      | Зам. командира эскадрильи | капитан           | Более 672 боевых вылетов |
|         | Шеметов Трофим Андреевич      | Штурман звена             | старший лейтенант | 693 боевых вылета |
|         | Шматько Михаил Захарович      | Штурман звена             | старший лейтенант | 810 боевых вылетов |